# Anomalia di May-Hegglin

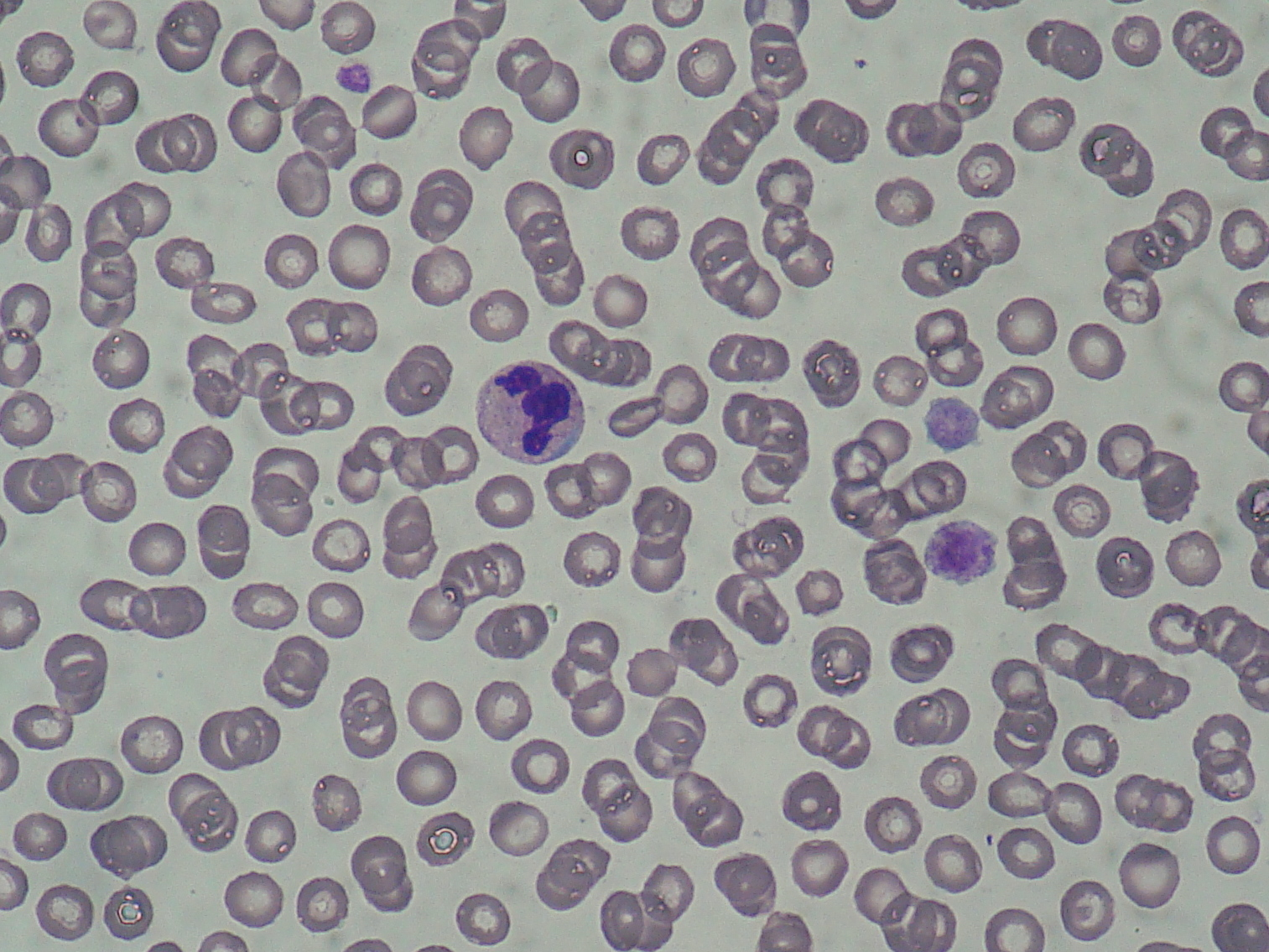

L'Anomalia May-Hegglin (MHA), nota anche come inclusioni leucocitarie di Döhle con piastrine giganti (o macrotrombocitopenia con inclusioni leucocitarie,) è una rara malattia genetica delle piastrine del sangue che rende le piastrine particolarmente grandi.

## Presentazione
Nei leucociti, la presenza di bastoncelli molto piccoli (circa 3 micrometri) o di corpi simili a quelli di Döhle possono essere visibili nel citoplasma.

## Patogenesi
Si ritiene che l'MHA sia associato al gene MYH9. La patogenesi del disturbo era sconosciuta fino a poco tempo fa, quando sono state identificate mutazioni autosomiche dominanti nel gene codificante per la catena pesante della miosina non muscolare (MYH9). I corpi di inclusione citoplasmatici unici sono aggregati della catena pesante della miosina non muscolare e sono presenti solo nei granulociti. Non è ancora noto il motivo per cui i corpi di inclusione non sono presenti nelle piastrine, nei monociti e nei linfociti, o come si formano le piastrine giganti. MYH9 è anche ritenuto responsabile di diversi disordini correlati con macrotrombocitopenia e inclusioni dei leucociti, incluse sindromi di Sebastian, Fechtner ed Epstein, che presentano sordità, nefrite e / o cataratta. L'MHA è anche una caratteristica della ben più vasta pletora sintomatologica della sindrome di Alport (nefrite ereditaria con sordità neurosensoriale).

## Trattamento
L'anomalia di May-Hegglin può essere trattato con vari metodi.
- Farmaci utili per la patologia sono Acido tranexamico e la Desmopressina Acetato
- La trasfusione piastrinica non funzionerà, perché le piastrine colpite supereranno le nuove piastrine.

## Storia
Il nome MHA è stato assegnato al medico tedesco Richard May (7 gennaio 1863 - 1936) e dal medico svizzero Robert Hegglin.  Il disturbo fu descritto per la prima volta da Richard May nel 1909 e successivamente descritto da Robert Hegglin nel 1945.